# Epidendrum calyptratoides
Epidendrum calyptratoides är en orkidéart som beskrevs av Eric Hágsater och Dodson. Epidendrum calyptratoides ingår i släktet Epidendrum och familjen orkidéer. Inga underarter finns listade i Catalogue of Life.